# Henrique Lordelo
Henrique Lordelo Souza de Oliveira, noto semplicemente come Henrique Lordelo (Rio de Janeiro, 16 giugno 2000), è un calciatore brasiliano, centrocampista del Santa Cruz.

## Carriera
Cresciuto nel settore giovanile del Flamengo, nell'estate del 2019 ceduto a titolo definitivo al Goiás. Debutta fra i professionisti il 27 novembre in occasione dell'incontro del Brasileirão pareggiato 1-1 contro il Fortaleza.

## Statistiche
Statistiche aggiornate al 26 maggio 2023.

### Presenze e reti nei club
| Stagione        | Squadra         | Campionato      | Campionato | Campionato | Coppe nazionali | Coppe nazionali | Coppe nazionali | Coppe continentali | Coppe continentali | Coppe continentali | Altre coppe | Altre coppe | Altre coppe | Totale | Totale | Totale |
| Stagione        | Squadra         | Comp            | Pres       | Reti       | Comp            | Pres            | Reti            | Comp               | Pres               | Reti               | Comp        | Pres        | Reti        | Pres   | Reti   |        |
| --------------- | --------------- | --------------- | ---------- | ---------- | --------------- | --------------- | --------------- | ------------------ | ------------------ | ------------------ | ----------- | ----------- | ----------- | ------ | ------ | ------ |
| 2020            | Goiás           | PD/GO+A         | 1+13       | 0          | CB              | 0               | 0               |                    | -                  | -                  |             | -           | -           | 14     | 0      |        |
| 2021            | Goiás           | PD/GO+B         | 8+0        | 0          | CB              | 1               | 0               |                    | -                  | -                  |             | -           | -           | 9      | 0      |        |
| 2022            | Goiás           | PD/GO+A         | 6+5        | 0          | CB              | 0               | 0               |                    | -                  | -                  |             | -           | -           | 11     | 0      |        |
| Totale Goiás    | Totale Goiás    | Totale Goiás    | 33         | 0          |                 | 1               | 0               |                    | -                  | -                  |             | -           | -           | 34     | 0      |        |
| 2023            | São Bernardo    | A1/SP+C         | 13+4       | 1+0        | CB              | 1               | 0               |                    | -                  | -                  |             | -           | -           | 18     | 1      |        |
| Totale carriera | Totale carriera | Totale carriera | 50         | 1          |                 | 2               | 0               |                    | -                  | -                  |             | -           | -           | 52     | 1      |        |